# Piper thermale
Piper thermale är en pepparväxtart som beskrevs av Vahl. Piper thermale ingår i släktet Piper och familjen pepparväxter. Inga underarter finns listade i Catalogue of Life.